# François-Guillaume Ménageot

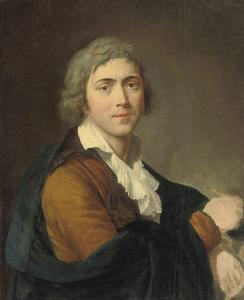
Selbstporträt von François-Guillaume Ménageot

François-Guillaume Ménageot (* 9. Juli 1744 in London; † 4. Oktober 1816 in Paris) war ein französischer Maler des Barock und des frühen Klassizismus.

## Leben
François-Guillaume Ménageot war ein Schüler von Jean-Baptiste-Henri Deshays, dann von Joseph-Marie Vien und François Boucher (1703–1770). Er gewann 1766 den Prix de Rome für sein Werk Eintauchen des Kopfes von Kyros in eine Schüssel mit Blut. Von 1769 bis 1774 studierte er an der Académie de France à Rome. Später war er, als Nachfolger von Louis Jean François Lagrenée, in den Jahren von 1787 bis 1793 deren Direktor.
Ménageot ist bekannt für seine Gemälde von religiösen und historischen Szenen. 

## Werke (Auswahl)

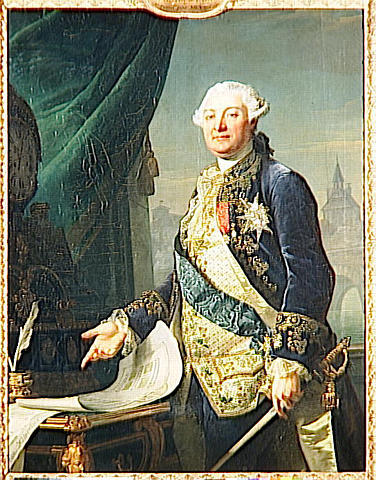
Ein seltenes Porträt von Louis Auguste Le Tonnelier de Breteuil (1730–1807)
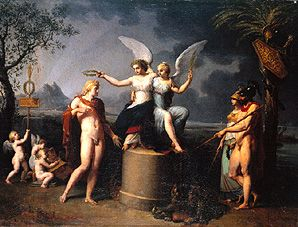
Allegorie auf Krieg und Frieden
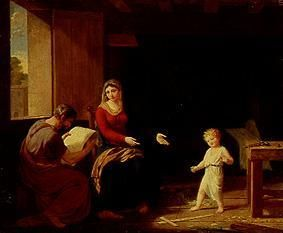
Die Heilige Familie
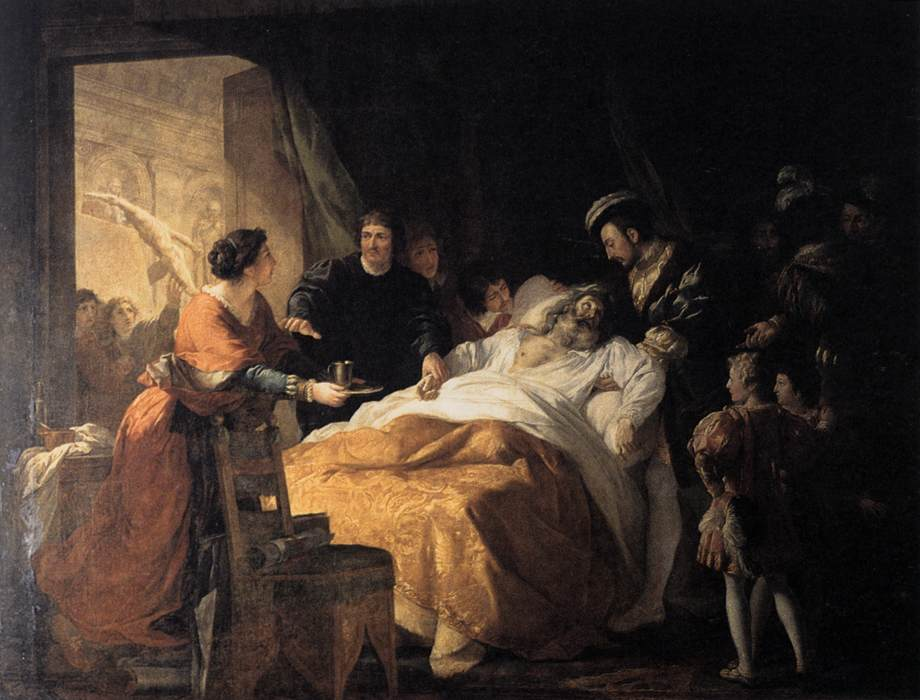
Der Tod von Leonardo da Vinci in den Armen des französischen Königs Franz I. (1781)
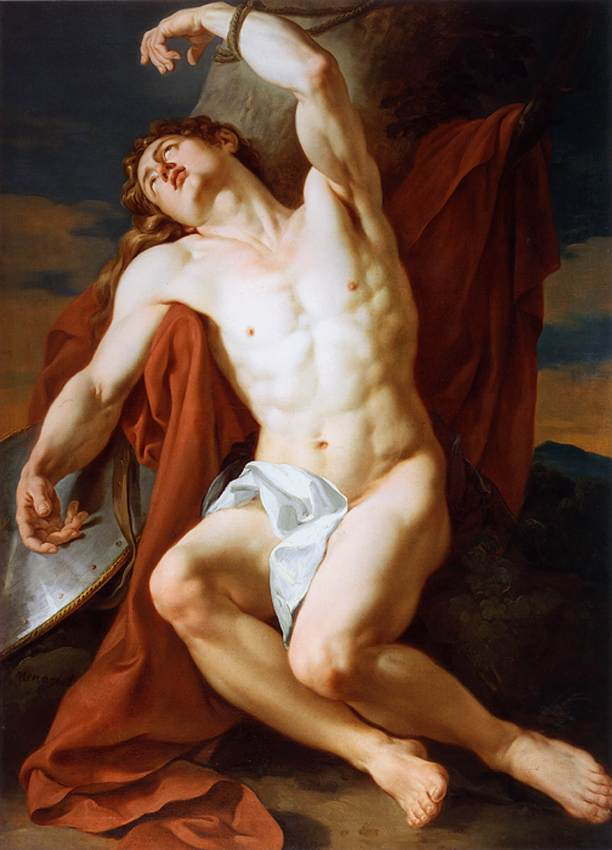
Das Martyrium des Heiligen Sebastian
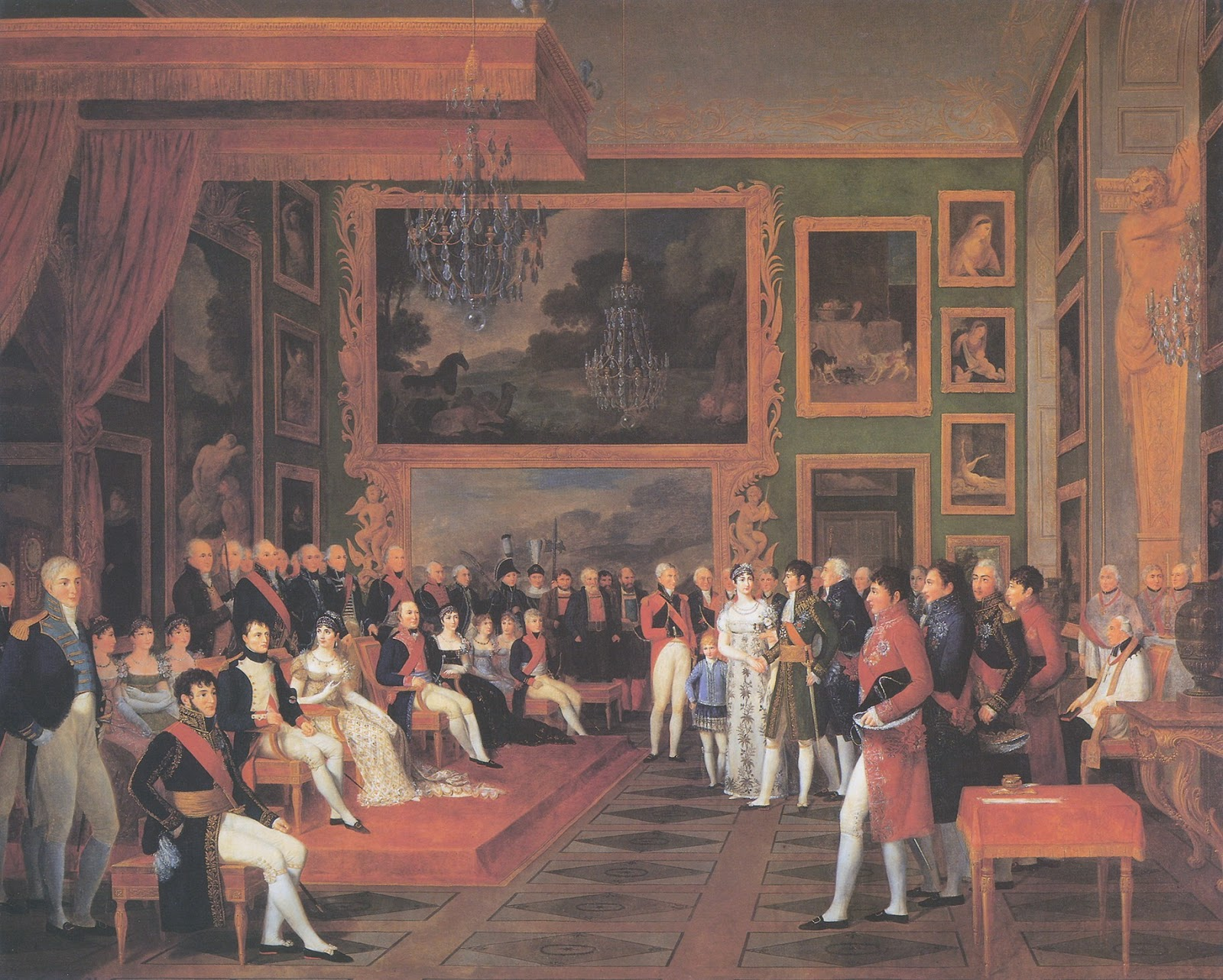
Ziviltrauung des Prinzen Eugène de Beauharnais und der Prinzessin Auguste Amalie von Bayern (1808)